# Keiko Fukuda
Keiko Fukuda (Tokyo, 12 aprile 1913 – San Francisco, 9 febbraio 2013) è stata una judoka giapponese, l'unica donna al mondo ad aver ottenuto il grado di Jūdan (cintura nera 10º dan).

## Biografia
Iniziò a praticare il Judo nel 1935, all'età di 21 anni, su invito del fondatore della disciplina il maestro Jigoro Kano. Kano era stato allievo del nonno di Keiko Fukuda, Hachinosuke Fukuda, che l'aveva iniziato al Tenjin Shinyō-ryū Jujutsu negli anni passati. Keiko Fukuda è stata l'ultima allieva del maestro Kano.
Dopo aver frequentato il Kōdōkan di Tokyo nel 1953, su invito di un Judo Club di Oakland, fece il suo primo viaggio negli USA. Nel 1966 dopo aver eseguito una dimostrazione al Mills College in California, ricevette un'offerta di lavoro dalla stessa scuola dove insegnò Judo per oltre dieci anni.
Nel 1973, Fukuda ha pubblicato negli Stati Uniti "Born for the Mat" (Nata per la materassina), un manuale dedicato alle donne sull'apprendimento delle forme (kata) del kodokan judo. Al momento è detentrice della cintura nera 9º dan. Il grado le fu attribuito dalla federazione americana nel 2001, per il suo contributo di oltre settanta anni al servizio del judo. Nel gennaio 2006, il Kodokan Judo Institute di Tokyo ha ratificato il suo grado Kudan. È l'unica donna al mondo ad aver detenuto tale grado.
Nel 2005, Fukuda ha pubblicato, sempre negli USA "Ju-No-Kata: A Kodokan textbook, Revised and Expanded from Born for the Mat" (Ju-no-Kata: un manuale Kodokan), un manuale illustrato sul Ju-no-Kata, uno dei sette Kata del Judo.
Ha insegnato al Soko Joshi Judo Club nella Noe Valley (San Francisco, California).
Fukuda ha tenuto corsi in occasione dell'annuale Joshi Judo Camp, da lei fondato nel 1974 al fine di dare alle donne judoka un'opportunità di allenarsi insieme. Il suo motto era "Be strong, be gentle, be beautiful" ("siate forti, siate delicati, siate belli").
È scomparsa il 9 febbraio 2013 all'età di 99 anni.

## Opere
Ju-no-kata di Keiko Fukuda, traduzione italiana - 2013 - Edizioni La Comune - ISBN 978-88-96302-18-7